# تیاس، لاس پالماس
تیاس، لاس پالماس (به اسپانیایی: Tías, Las Palmas) یک شهرستان در اسپانیا است که در استان لاسپالماس واقع شده‌است.

## خصوصیات
تیاس ۶۴٫۶۱ کیلومترمربع مساحت و ۱۹٬۸۴۹ نفر جمعیت دارد و ۲۰۰ متر بالاتر از سطح دریا واقع شده‌است.